# Comisión Asiática de Derechos Humanos
La Comisión Asiática de Derechos Humanos fue fundada en 1986 por un grupo de  activistas en Asia. 
Se trata de una organización no gubernamental independiente que promueve el respeto a los derechos humanos en toda Asia y lleva a cabo acciones ante la opinión pública y frente a los gobiernos tendentes a evitar las violaciones contra dichos derechos. El Centro Asiático de Recursos Legales es una organización asociada con ésta y tiene el estatus de órgano consultivo de la Comisión Económica y Social de las Naciones Unidas. Ambas tienen su sede en Hong Kong.